# 1930年全米選手権 (テニス)
1930年 全米選手権（1930ねんぜんべいせんしゅけん）に関する記事。

## 大会の流れ
- 1881年から1967年まで、全米選手権は各部門が個別の名称を持ち、大会会場も別々のテニスクラブで開かれた。これが他の3つのテニス4大大会と大きく異なる点である。
  - 男子シングルス　名称：全米シングルス選手権（U.S. National Singles Championship）／会場：ニューヨーク市クイーンズ区フォレストヒルズ、ウエストサイド・テニスクラブ　（1924年-1977年）
  - 女子シングルス　名称：全米女子シングルス選手権（U.S. Women's National Singles Championship）／会場：フォレストヒルズ、ウエストサイド・テニスクラブ　（1921年-1977年）
  - 男子ダブルス　名称：全米ダブルス選手権（U.S. National Doubles Championship）／会場：マサチューセッツ州ボストン市、ロングウッド・クリケット・クラブ　（1917年-1933年まで）
  - 女子ダブルス　名称：全米女子ダブルス選手権（U.S. Women's National Doubles Championship）／会場：フォレストヒルズ、ウエストサイド・テニスクラブ　（1921年-1933年まで）
  - 混合ダブルス　名称：全米混合ダブルス選手権（U.S. Mixed Doubles Championship）／会場：フォレストヒルズ、ウエストサイド・テニスクラブ　（1921年-1934年まで）

## シード選手

### 男子シングルス
（アメリカ人シード選手：8名）
1. ビル・チルデン　（ベスト4）
2. ウィルマー・アリソン　（4回戦）
3. ジョージ・ロット　（2回戦）
4. シドニー・ウッド　（ベスト4）
5. クリフォード・サッター　（ベスト8）
6. ジョン・ドエグ　（初優勝）
7. グレゴリー・マンジン　（ベスト8）
8. ジョン・バン・リン　（ベスト8）

（外国人シード選手：8名）
1. ジャン・ボロトラ　（1回戦）
2. ハロルド・リー　（4回戦）
3. ジョン・オリフ　（4回戦）
4. フレッド・ペリー　（4回戦）
5. ジョージ・リトルトン・ロジャース　（4回戦）
6. マルセル・レインビル　（2回戦＝初戦）
7. エドワード・エイボリー　（3回戦）
8. レスリー・ゴッドフリー　（1回戦）

### 女子シングルス
（アメリカ人シード選手：8名）
1. アンナ・ハーパー　（準優勝）
2. マージョリー・モリル　（ベスト4）
3. エリナー・ゴス　（2回戦）
4. サラ・ポールフリー　（3回戦）
5. エセル・バークハート　（ベスト8）
6. メアリー・グリーフ　（ベスト8）
7. エディット・クロス　（3回戦）
8. ジョセフィン・クルークシャンク　（3回戦）

（外国人シード選手：2名）
1. ベティ・ナットール　（初優勝）
2. モード・ローゼンバウム・レビ　（ベスト4）

## 大会経過

### 男子シングルス
準々決勝
- フランク・シールズ vs.  グレゴリー・マンジン　3-6, 6-8, 6-2, 6-1, 6-1
- シドニー・ウッド vs.  クリフォード・サッター　6-4, 6-3, 2-6, 7-5
- ビル・チルデン vs.  ジョン・バン・リン　4-6, 6-2, 6-4, 6-4
- ジョン・ドエグ vs.  フランシス・ハンター　11-13, 6-4, 3-6, 6-2, 6-4

準決勝
- フランク・シールズ vs.  シドニー・ウッド　6-2, 6-3, 4-6, 6-3
- ジョン・ドエグ vs.  ビル・チルデン　10-8, 6-3, 3-6, 12-10

### 女子シングルス
準々決勝
- マージョリー・モリル vs.  エセル・バークハート　4-6, 6-3, 6-2
- ベティ・ナットール vs.  ドロシー・ウィーゼル　6-1, 6-1
- アンナ・ハーパー vs.  メアリー・グリーフ　3-6, 6-1, 6-4
- モード・ローゼンバウム・レビ vs.  ペネロペ・アンダーソン　4-6, 6-4, 7-5

準決勝
- ベティ・ナットール vs.  マージョリー・モリル　6-8, 6-4, 6-2
- アンナ・ハーパー vs.  モード・ローゼンバウム・レビ　6-2, 6-3

## 決勝戦の結果
- 男子シングルス： ジョン・ドエグ vs.  フランク・シールズ　10-8, 1-6, 6-4, 16-14
- 女子シングルス： ベティ・ナットール vs.  アンナ・ハーパー　6-1, 6-4
- 男子ダブルス： ジョージ・ロット＆ ジョン・ドエグ vs.  ウィルマー・アリソン＆ ジョン・バン・リン　8-6, 6-3, 3-6, 13-15, 6-4
- 女子ダブルス： ベティ・ナットール＆ サラ・ポールフリー vs.  エディット・クロス＆ アンナ・ハーパー　3-6, 6-3, 7-5
- 混合ダブルス： ウィルマー・アリソン＆ エディット・クロス vs.  フランク・シールズ＆ マージョリー・モリル　6-4, 6-4